# 후벵 네베스
후벵 디오구 다 시우바 네베스(포르투갈어: Rúben Diogo da Silva Neves, 1997년 3월 13일 ~ )는 후벵 네베스(포르투갈어: Rúben Neves)로 잘 알려진 포르투갈의 축구 선수로 포지션은 미드필더이다. 현재 알힐랄에서 활약하고 있다.